# Тулузка
Тулузка — река в России, протекает в Уржумском районе Кировской области. Устье реки находится в 263 км по левому берегу реки Вятки. Длина реки составляет 18 км.
Исток реки в заболоченном лесном массиве к юго-востоку от посёлка Аркуль и в 20 км к северо-востоку от Уржума. Река течёт в верхнем течении по ненаселённому лесу на юго-запад, затем выходит на обширную пойму Вятки, где поворачивает на юго-восток и некоторое время течёт параллельно Вятке до впадения в неё у села Цепочкино. В нижнем течении протекает несколько озёр, представляющих собой старицы Вятки. Приток — Студёный Ключик (правый).

## Данные водного реестра
По данным государственного водного реестра России относится к Камскому бассейновому округу, водохозяйственный участок реки — Вятка от водомерного поста посёлка городского типа Аркуль до города Вятские Поляны, речной подбассейн реки — Вятка. Речной бассейн реки — Кама.
По данным геоинформационной системы водохозяйственного районирования территории РФ, подготовленной Федеральным агентством водных ресурсов:
- Код водного объекта в государственном водном реестре — 10010300512111100038217
- Код по гидрологической изученности (ГИ) — 111103821
- Код бассейна — 10.01.03.005
- Номер тома по ГИ — 11
- Выпуск по ГИ — 1